# 王兆辉
王兆辉（1940年10月24日—2022年12月24日），字心田，男，北京人。中国油画家，中国美术家协会会员，中国老教授协会会员。

## 生平
王兆辉1940年出生于北京东城区，其父为中国道教学者王沐，其母为徐哲媛，黑龙江讷河人氏。
1961年毕业于北京艺术学院美术系油画专业，师从卫天霖、吴冠中、白雪石、高冠华、罗尔纯、李骏、邵晶坤等人。
1961-1980年任北京市三十一中学（现北京崇德中学）美术教师。1981-2000年任海洋出版社美编室主任、副编审。
2022年12月24日在位于北京市海淀区的家中逝世。